# Quatre-Septembre (stanice metra v Paříži)
Quatre-Septembre je nepřestupní stanice pařížského metra na lince 3 ve 2. obvodu v Paříži. Nachází se na ulici Rue du 4 Septembre.

## Historie
Stanice byla otevřena 3. listopadu 1904 jako součást prvního úseku linky.

## Název
Jméno stanice znamená 4. září a upomíná na datum 4. září 1870, kdy byla vyhlášena Třetí republika. Stanice převzala název po ulici Rue du 4 Septembre.

## Vstupy
Stanice má pouze jeden přístup, který se nachází na křižovatce ulic Rue du 4 Septembre, Rue Monsigny a Rue de Choiseul.